# دانلوی
دانلوی (به انگلیسی: Dunloy) یک روستا در بریتانیا است. دانلوی ۱٬۲۱۵ نفر جمعیت دارد.